# Hit Mania Dance 2
Hit Mania Dance 2 è una raccolta di 32 successi eurodance, house e techno pubblicata in doppio CD e doppia MC nell'autunno 1994.
È la seconda compilation della collana Hit Mania, anch'essa mixata come la precedente da Paolo Bolognesi & Amerigo Provenzano. Il prezzo di vendita del doppio CD era di L. 35.000.

## Tracce

### Disco 1
1. Mauro Pilato & Max Monti – Gam Gam
2. Silvia Coleman – Take My Breath Away
3. J.T. Company – Live My Life (rmx)
4. Ice MC – It's A Rainy Day
5. 2 Brothers on the 4th Floor – Dreams (Will Come Alive)
6. G.E.M. – Yo Te Siento Asi
7. Double Dare – I Believe (feat. Yvonne F.) (rmx)
8. Carol Bailey – Feel It
9. Jamie Dee – People (Everybody Needs Love)
10. Playahitty – The Summer Is Magic (rmx)
11. Tony Di Bart – Do It
12. 20 Fingers – Short Dick Man
13. Reel To Real – Can You Feel It?
14. Olga – I'm A Bitch
15. X-Static – I'm Standing
16. Workin' Happily – Love Ya (Need Ya)

### Disco 2
1. Cappella – Move It Up
2. The Professor – Rockin' Me
3. Ramirez – Bomba
4. Moratto – La Fuerza Pagana
5. Mephisto – You Got Me Burnin' Up (feat. Shunza) (rmx)
6. Mato Grosso – Mistery (rmx)
7. Datura – El Sueño
8. Black Diamond – Let Me Be
9. Taleesa – I Found Love
10. CB Milton – Open Your Heart
11. Deadly Sins – Everybody's Dancing
12. Humanize – Take Me To Your Heart
13. Marvelous Melodicos – Sing, Oh!
14. Joy Salinas – Callin' You Love
15. Alter Ego – Dance (If You Cannot) (feat. Daisy Dee) (rmx)
16. Omnia Tria – Can't Stop The Movin